# 비레오때까치속
비레오때까치속(Vireolanius)은 참새목 비레오새과에 속하는 조류 속의 하나이다. 4종으로 이루어져 있다. 중앙아메리카와 남아메리카 북부 지역에서 발견된다.

## 하위 종
- V. eximius
- V. leucotis
- V. melitophrys
- V. pulchellus